# Freyella macropedicellaria
Freyella macropedicellaria är en sjöstjärneart som beskrevs av Korovchinsky och Galkin 1984. Freyella macropedicellaria ingår i släktet Freyella och familjen Freyellidae. Inga underarter finns listade i Catalogue of Life.